# 耶氏圓魨
耶氏圓魨為輻鰭魚綱魨形目四齒魨亞目四齒魨科的其中一種，為熱帶海水魚，分布於西大西洋貝里斯至哥倫比亞海域，棲息深度約31公尺，體長可達12公分，棲息在底層水域，生活習性不明。

## 扩展阅读
維基物種上的相關：耶氏圓魨